# Jardin Berthe-Morisot
Le jardin Berthe-Morisot est un espace vert du 13e arrondissement de Paris, en France.

## Situation et accès
Le jardin est accessible par le 34, rue du Dessous-des-Berges.
Il est desservi par la ligne 14 à la station Bibliothèque François-Mitterrand.

## Origine du nom
Il rend hommage à Berthe Marie Pauline Morisot (1841-1895), artiste peintre française, membre fondateur et doyenne du mouvement d'avant-garde que fut l'impressionnisme.

## Historique
Le jardin est créé en 1999. Il était nommé précédemment « jardin Oudiné - Dessous-des-Berges » du nom du sculpteur, graveur et médailleur français Eugène André Oudiné (1810-1887), auteur de la pièce de 5 francs en argent à la tête de Cérès de la Deuxième République.

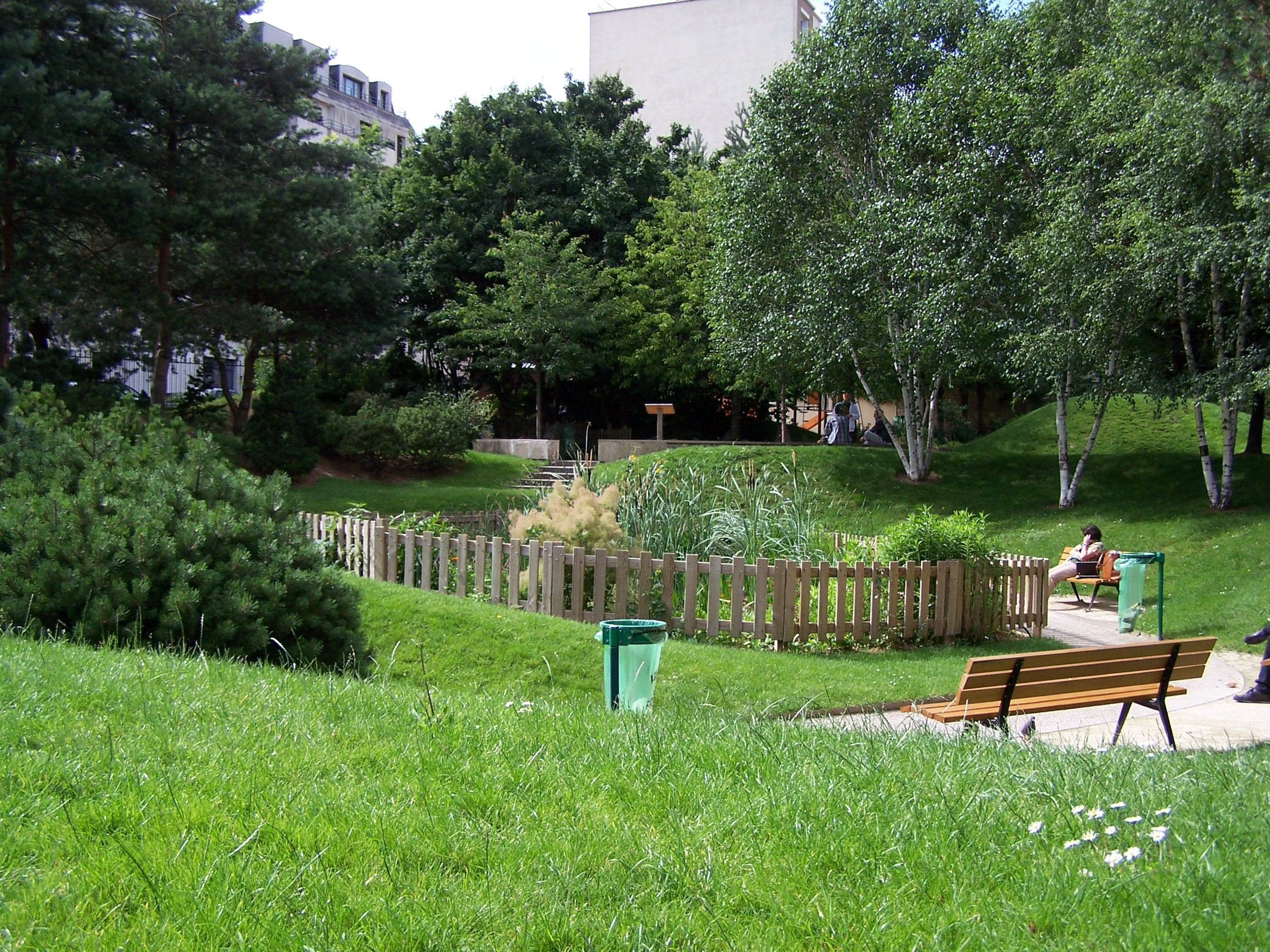
Vue du jardin.
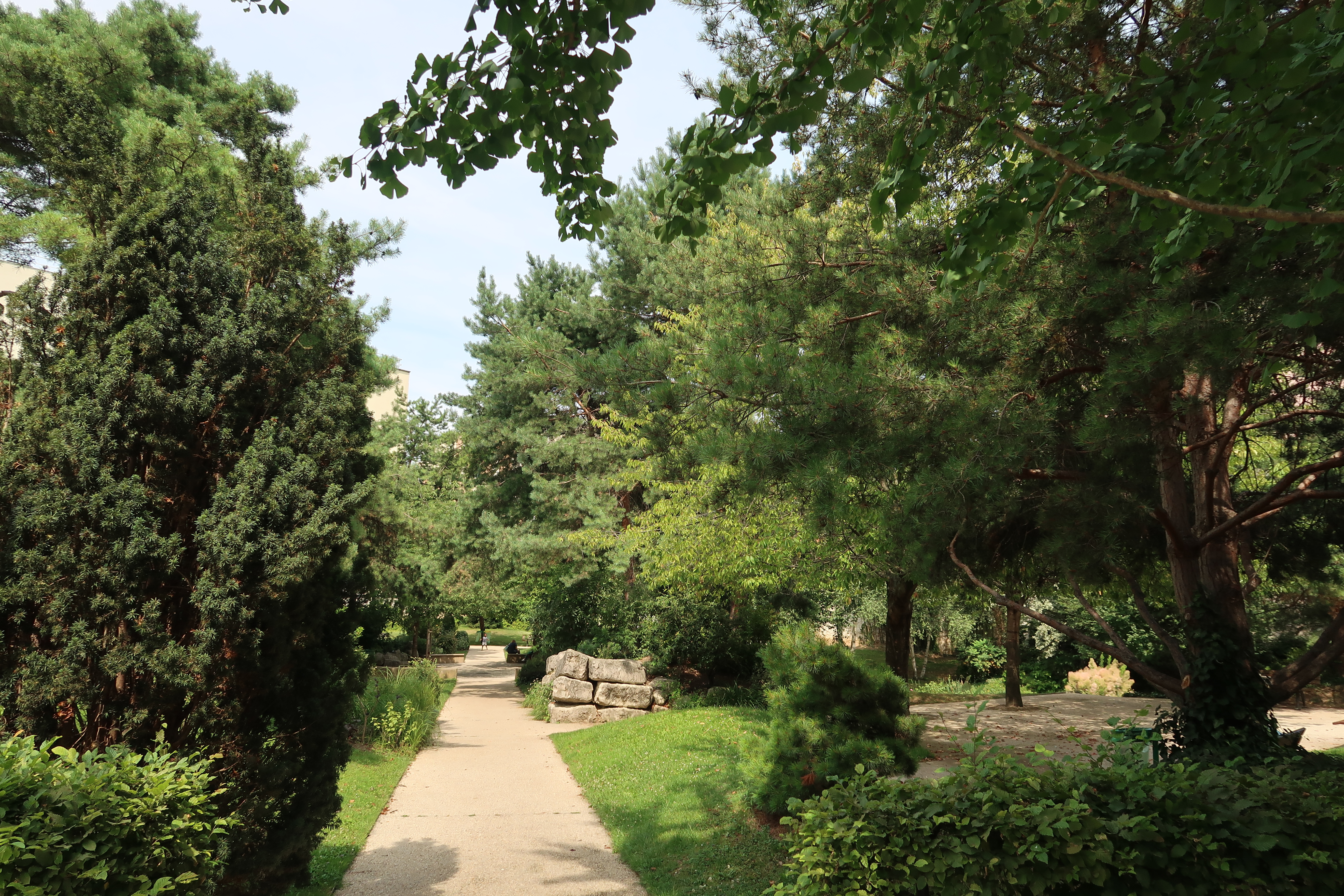
Allée.